# Żbijowa
Żbijowa (do 2009 Zbijowa) – wieś w Polsce położona w województwie łódzkim, w powiecie bełchatowskim, w gminie Drużbice.
W latach 1975–1998 miejscowość administracyjnie należała do województwa piotrkowskiego.
Do 31 grudnia 2008 wieś nosiła nazwę Zbijowa.